# Humphrey Cobb
Humphrey Cobb (5 de septiembre de 1899 - 25 de abril de 1944) fue un novelista y guionista canadiense-estadounidense, nacido en Italia. Es conocido por escribir la novela Caminos de gloria (1935), que fue llevado al cine en 1957 por Stanley Kubrick. Cobb también fue el guionista principal de la película de 1937 San Quentin, protagonizada por Humphrey Bogart.

## Biografía
Nació en Siena, Italia. Realizó el servicio militar en el ejército canadiense durante tres años en la Primera Guerra Mundial y combatió en la Batalla de Amiens.
Los padres de Cobb lo enviaron a escuela en Inglaterra para su educación primaria y a los 13 volvió a Estados Unidos para continuar su escolarización. 
Después de ser expulsado de instituto a los 17 años, viaja a Montreal para alistarse en un regimiento canadiense.
Tras la guerra, Cobb trabajó como comerciante de acciones, marino mercante, publicista, y en la Oficina de Información de Guerra (la agencia de espíonaje de los EE.UU. antes de la OSS y la CIA) escribiendo en el propaganda para el extranjero. Escribió Caminos de Gloria, mientras estaba empleado por George Gallup en la agencia publicitaria de Nueva York Young & Rubicam.
Cobb escribió una segunda novela que tuvo menos éxito, None But the Brave, que se publicó por entregas en una revista semanal en 1938. De 1935 a 1940 estuvo empleado como guionista. A su muerte, Cobb era un guionista publicitario para la empresa neoyorquina Kenyon & Eckhardt.